# Ministério da Cultura (Angola)
| Ministério da Cultura                                                                               |                |
| Complexo Administrativo Clássicos do Talatona, 4º edifico, Rua do MAT, Talatona, LU mcta.gov.ao/ao/ |                |
| Criação                                                                                             | 1976 (49 anos) |
| Atual ministro                                                                                      | Filipe Zau     |

O Ministério da Cultura  (MINCULT) é um órgão do Governo da República de Angola que compete as ações concernentes à política cultural de Angola.
É o responsável pelas letras, artes, folclore e outras formas de expressão da cultura nacional e pelo patrimônio histórico, arqueológico, artístico e cultural de Angola.

## Histórico
Desde 1976, quando foi criada uma pasta para a política cultural para o novo Estado angolano, teve os seguintes nomes: de 1976 a 1995, Secretaria de Estado da Cultura; de 1995 a 2020, Ministério da Cultura, e; de 2020 até 2022, Ministério da Cultura, Turismo e Ambiente. Em 2022 foi subdividido, ficando denominado somente como Ministério da Cultura e Turismo. Em 2024 foi subdividido mais uma vez, ficando somente como Ministério da Cultura.

### Lista de ministros
- 1976-1981: António Jacinto
- 1981–1990: Boaventura Silva Cardoso
- 1990–1992: José Mateus de Adelino Peixoto
- 1992-1995: Interregno
- 1995–1999: Ana Maria de Oliveira
- 1999–2002: António Burity da Silva Neto
- 2002–2008: Boaventura Silva Cardoso
- 2008–2016: Rosa Maria Martins da Cruz e Silva
- 2016–2019: Carolina Cerqueira[2]
- 2019–2020: Maria da Piedade de Jesus
- Abril–Outubro 2020: Adjany Costa
- 2020–2021: Jomo Fortunato
- 2021–presente: Filipe Zau

## Competências
De acordo com o documento de criação as principais atribuições do Ministério da Cultura são as seguintes:
- Conceber medidas globais no quadro da preservação e desenvolvimento da cultura;

- Desenvolver a ação de direção e coordenação nas áreas do património cultural, da criação artística e literária da ação cultural da investigação científica no domínio da história das línguas nacionais e da cultura;

- Valorizar os factores que contribuam para a identidade cultural da população angolana;

- Promover os valores culturais susceptíveis de favorecer o desenvolvimento económico e social;

- Coordenar e executar a política de desenvolvimento de instituições e indústrias culturais;

- Conceber e garantir a execução de políticas culturais por parte dos órgãos dependentes e tutelados;

- Promover a cooperação cultural com outros países e instituições congéneres;

- Representar a República de Angola junto de Organismos internacionais e Regionais e promover o intercâmbio no domínio da cultura;

- Elaborar e propor legislação necessária ao pleno e eficaz funcionamento e desenvolvimento do sector da cultura e zelar pelo seu cumprimento.

## Órgãos tutelados
- Biblioteca Nacional de Angola
- Instituto Nacional do Património Cultural
- Instituto de Línguas Nacionais
- Instituto Nacional do Livro e do Disco
- Instituto Angolano do Cinema e do Audiovisual
- Instituto Nacional de Formação Artística
- Instituto Nacional para os Assuntos Religiosos
- Arquivo Histórico Nacional de Angola
- Cinemateca Nacional de Angola.[4]

## Congêneres no mundo
- Ministério da Cultura (Portugal)
- Ministério da Cultura (França)
- Ministério da Cultura (Brasil)